# Pseudotrimezia
Pseudotrimezia é um género botânico pertencente à família Iridaceae.